# フェアリー ヘンドン

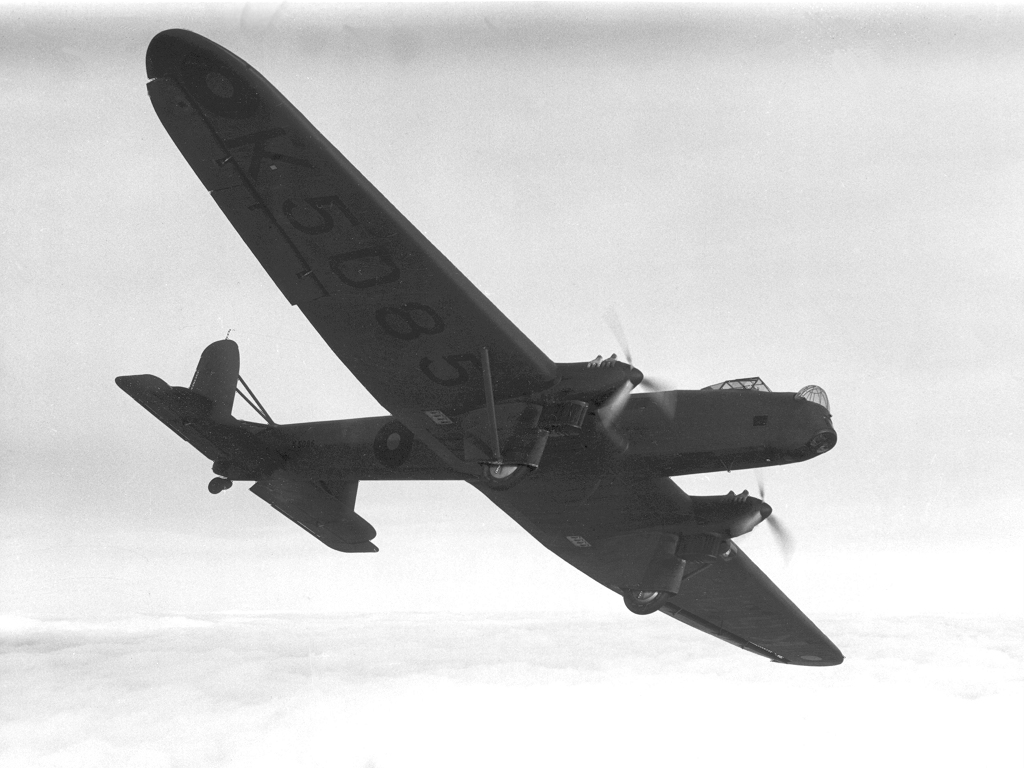
イギリス空軍のヘンドン

フェアリー　ヘンドン （Fairey Hendon）は、第一次世界大戦と第二次世界大戦との間の時期にイギリス空軍で使用された双発・単葉の重爆撃機である。
1930年11月に初飛行したが当時としては先進的な機体だった為問題点も多く、主力爆撃機の座は同時期に製作されたハンドレページ ヘイフォードに奪われてしまい、ヘンドンは少数機が生産されるに留まった。1936年から1部隊のみに本機は配属されたが、1939年にはウェリントンと交替し退役した。その後は、飛行学校の地上教材として利用された。

## スペック
- 全長：18.52 m
- 全幅：31.02 m
- 全高：5.69 m
- 全備重量：9,091 kg
- エンジン：ロールス・ロイス ケストレル6 水冷12気筒 600 hp × 2
- 最大速度：245 km/h
- 実用上限高度：6,524m
- 航続距離：2,190 km
- 武装
  - 爆弾750kg
  - 7.7mm機銃 × 3
- 乗員 5名